# Pandemia de COVID-19 en Florida
Los primeros casos de la pandemia de enfermedad por coronavirus en Florida, estado de los Estados Unidos, inició el 1 de marzo de 2020. Hay casos 85.926 confirmados y 3.061 fallecidos.

## Cronología

### Marzo
Florida se convirtió en el séptimo estado el 1 de marzo en confirmar sus primeros casos de COVID-19: uno en el condado de Manatee y otro en el condado de Hillsborough con una mujer que había regresado recientemente de Italia.
El 7 de marzo, se registró las dos primeras muertes en Florida, los difuntos residían en los condados de Santa Rosa y Lee.
El 9 de marzo, los miembros de la Cámara de Representantes de Florida anuncian que cinco miembros asistieron a una conferencia con participantes infectados de COVID-19 y el gobernador Ron DeSantis declaró el estado de emergencia. El 9 de marzo, se anunciaron nueve casos nuevos, con un total de casos del 14 al 23. Princess Cruises finalizó una parada planificada del crucero Caribbean Princess en Gran Caimán después de que se descubriera que dos de los miembros de su tripulación se habían transferido recientemente de Grand Princess en California. El crucero recibió la orden de fondear frente a la costa de Fort Lauderdale, mientras que sus pasajeros y la tripulación podían someterse a pruebas de coronavirus. Además, un cuarto crucero de Princess Cruises, Regal Princess, se colocó en una "orden de no navegar" frente a la costa de Florida después de que se descubriera que dos de los miembros de su tripulación también se habían transferido recientemente de Grand Princess.

### Abril
El 1 de abril, el gobernador Ron DeSantis emitió una orden estatal de quedarse en casa después de la creciente presión para hacerlo.
El 17 de abril, el gobernador DeSantis permite que algunas playas de Florida se vuelvan a abrir si se hacen de manera segura, pero al día siguiente se anunció que las escuelas permanecerían cerradas por el resto del semestre.
El 20 de abril, el Departamento de Oportunidades Económicas de Florida lanzó un tablero de instrumentos que muestra que se presentaron 1,5 millones de solicitudes de desempleo durante el último mes. La Guardia Nacional de los Estados Unidos ayudó con la recolección de muestras de COVID-19 en un hogar de ancianos estatal para veteranos en Pembroke Pines. Además, han ayudado en toda la Florida en más de 50,000 pruebas de COVID-19 y numerosas evaluaciones en los aeropuertos.
El 21 de abril, el condado de Flagler anunció que sus playas volverían a abrir para hacer ejercicio y pescar, pero no para socializar y la restricción para tomar el sol se levantó en el condado de Brevard.

### Mayo
El 18 de mayo, los condados de Broward y Miami-Dade entraron en la fase uno de reapertura.
El 22 de mayo, la Comisión de la Ciudad de Miami Beach votó que en junio de 2020, los hoteles y playas de Miami-Dade reabrirán y esperan que sea el 1 de junio.

### Junio
El 1 de junio, los Cayos de Florida reabrieron y levantaron el obstáculo.

## Respuesta gubernamental
El 1 de marzo, el gobernador DeSantis declaró una emergencia de salud pública después de que se confirmaron dos casos en los condados de Manatee y Hillsborough respectivamente.  El 17 de marzo, ordenó que se cerraran todos los bares y clubes nocturnos durante 30 días, extendió el cierre de las escuelas hasta el 15 de abril y canceló las pruebas escolares obligatorias por el estado.
En la tercera semana de la presencia de la pandemia en Florida, DeSantis comenzó a atraer críticas por la lenta respuesta del estado a la pandemia, en particular por aplazar el cierre de playas a los gobiernos locales durante las vacaciones de primavera mientras los turistas continuaban reuniéndose. El consejo editorial del Miami Herald escribió un editorial condenando la inacción de DeSantis al solicitar ayuda del gobierno federal, al tiempo que señaló su apoyo vocal al presidente de los Estados Unidos, Donald Trump. Se especuló que la decisión de DeSantis de no bloquear el estado fue influenciada por intereses comerciales, en lugar de expertos en salud. Los cabilderos empresariales, incluida la Cámara de Comercio de Florida, instaron al gobernador a no "tomar medidas drásticas que pudieran cerrar la economía del estado". El 27 de marzo, más de 900 trabajadores de la salud firmaron una carta pidiendo a DeSantis que ordenara a los ciudadanos refugiarse en el lugar y tomar otras medidas para frenar la propagación de COVID-19. Una carta similar escrita por Médicos para América fue firmada por 500 profesionales de la salud unos días antes.
El 27 de marzo, DeSantis amplió una orden anterior que requería que los viajeros de aerolíneas de la ciudad de Nueva York se auto-pusieran en cuarentena durante catorce días para incluir a las personas que ingresan desde Luisiana a través de la Interestatal 10.
El 30 de marzo, DeSantis emitió una orden de quedarse en casa para los condados del sur de Florida: Broward, Miami-Dade, Palm Beach y Monroe; donde se concentraron más del 58% de los casos de coronavirus del estado. Dijo que la orden permanecería vigente al menos hasta mediados de mayo.
El 1 de abril, DeSantis emitió una orden de permanencia en el hogar para todo el estado, vigente por 30 días, después de una llamada con el presidente. Esto siguió a las críticas de los expertos de que eran necesarias medidas más estrictas para contener el virus.
El 1 de junio, Desantis extendió la moratoria estatal de desalojos y ejecuciones hipotecarias otros 30 días, hasta el 1 de julio. Los residentes de Florida que reciben pagos por desempleo se confundieron a mediados de junio cuando el estado de Florida cambió sus pagos de semanal a quincenal, sin aviso aparente. El 10 de junio, se anunció que el condado de Broward y el condado de Palm Beach están considerando una escuela dos veces por semana como una opción para regresar en otoño.
El 16 de junio, el gobernador DeSantis dijo que 260 trabajadores del aeropuerto de Orlando dieron positivo por COVID-19. También dijo que el aumento de casos se debió a un aumento de las pruebas y que a pesar de que los casos están aumentando "no están retrocediendo". El Aeropuerto Internacional de Orlando dijo que esto era falso y que solo 2 de cada 500 empleados dieron positivo. El mismo día, el condado de Broward anunció que las escuelas volverán a abrir el 16 de agosto con un híbrido de educación en persona y en línea.

## Impacto

### En el comercio
El 12 de marzo, Disney Parks, Experiences and Products anunció que el Walt Disney World Resort cerraría del 15 de marzo a fines de mayo, y luego anunció que los parques y resorts permanecerían cerrados indefinidamente. Universal Parks & Resorts también anunció que Universal Orlando Resort cerraría desde el 15 de marzo hasta al menos fin de mes, y luego anunció que los parques y resorts permanecerían cerrados hasta el 31 de mayo. Otros parques temáticos en Florida como SeaWorld Orlando, Legoland Florida y Busch Gardens Tampa Bay también han decidido cerrar desde el 13 de marzo hasta nuevo aviso.

### En las casas de reposos
El 2 de marzo, AARP advirtió a los hogares de ancianos de Florida que se preparen y proporcionen suministros adecuados de ropa protectora y el Departamento de Salud de Florida emitió pautas para detener la propagación de COVID-19. El 11 de marzo, el gobernador DeSantis puso límites a quién puede visitar hogares de ancianos.

### En la educación superior
El 10 de marzo, Joseph Glover, el rector de la Universidad de Florida (UF), envió una recomendación a los profesores de la UF para hacer la transición de sus clases en línea. Al día siguiente, UF anunció que todas sus clases para el semestre de primavera se transferirán en línea para el lunes siguiente, y alentó a los estudiantes a regresar a sus pueblos de origen.
El 11 de marzo, la Universidad Estatal de Florida anunció que las clases se trasladarán en línea del 23 de marzo al 5 de abril, y se espera que las clases en persona se reanuden el 6 de abril. La Junta de Gobernadores del Sistema de Universidades del Estado de Florida ordenó a todas las universidades estatales que planifiquen la transición al aprendizaje remoto de manera inmediata. Las funciones esenciales, como los servicios de comedor y biblioteca, siguen operativas. La Universidad Internacional de Florida en Miami anunció que hará la transición al aprendizaje remoto a partir del 12 de marzo hasta al menos el 4 de abril. La Universidad del Sur de Florida en Tampa anunció que todas las clases consistirán en instrucción remota durante el resto del semestre de la primavera de 2020. El 17 de marzo, la Universidad de Florida Central anunció que cancelaría la graduación, dos días después uno de sus estudiantes dio positivo por COVID-19.

### En los espacios públicos
El Departamento de Protección Ambiental de Florida anunció el 22 de marzo que cerrarían todos los parques estatales al público. Miami Beach reabrió varios parques públicos el 29 de abril. Durante el fin de semana siguiente, las autoridades emitieron más de 7,000 advertencias verbales a las personas que no usaban mascarillas. La mayoría estaban en South Pointe Park. En la mañana del 4 de mayo, la ciudad anunció que South Pointe Park estaba cerrado nuevamente hasta nuevo aviso.

### En el deporte
La mayoría de los equipos deportivos del estado se vieron afectados por la pandemia. Varias ligas pospusieron o suspendieron sus temporadas a partir del 12 de marzo. La Major League Baseball (MLB) canceló el resto del entrenamiento de primavera y anunció que la temporada se pospondría indefinidamente. La National Hockey League anunció que la temporada se suspendería por 30 días, lo que afectaría a Miami Heat y a Orlando Magic. La temporada de la Liga Nacional de Hockey se suspendió por un período de tiempo indefinido, afectando a los Florida Panthers y Tampa Bay Lightning. El Masters de Miami, un importante torneo de tenis en el ATP Tour y WTA Tour, fue cancelado por primera vez en su historia el 12 de marzo.
El 10 de junio, los Florida Panthers reabrieron los Florida Panthers IceDen y anunciaron que comenzarían los campos de entrenamiento el 10 de julio. El 10 de junio también se anunció que a partir del 8 de julio, Walt Disney World Resort en Orlando albergará a los 26 equipos de Major League Soccer en ESPN Wide World of Sports, y los equipos comenzarán a llegar el 24 de junio. NASCAR regresa a Homestead-Miami Speedway con cuatro carreras el 13 y 14 de junio.